# Битва при Рамильи
Битва при Рамильи́ (фр. Bataille de Ramillies) — одно из крупнейших сражений в ходе войны за испанское наследство, состоявшееся 23 мая 1706 года близ Рамийи (современная Бельгия). Английские и голландские войска под предводительством Джона Черчилля, 1-го герцога Мальборо, нанесли поражение французским войскам. Эта победа вынудила французов уйти из Испанских Нидерландов, оставив города Брюгге, Антверпен и Гент, и закрепила за Габсбургами Испанские Нидерланды.

## Перед сражением
Сражение произошло на территории Испанских Нидерландов. Командующий армией антифранцузской коалиции герцог Мальборо демонстративными действиями убедил противника в своём намерении напасть на важную крепость Намюр. Командующий франко-баварской армии маршал Вильруа, желая лично нанести врагу серьёзный удар, даже несмотря на категорический, четыре раза повторённый, запрет короля Людовика XIV, выступил навстречу Мальборо, не дождавшись маршала Марсена, который шёл к нему с подкреплением.

## Ход сражения
Французская армия расположилась на позиции между селениями Отр-Эглиз на севере, Рамильи в центре и Тавье на юге. Северный (левый) фланг французов был прикрыт болотистой рекой Малая Гета. На южном (правом) фланге местность была открытой и пригодной для применения больших масс кавалерии.
Оценив уязвимость южного фланга французов, герцог Мальборо предпринял ряд сильных отвлекающих атак против их центра и северного фланга. Маршал Вильруа перебросил на эти участки подкрепления со своего правого фланга, в то время как союзники, напротив, направили на юг основные силы своей кавалерии. Вильруа попытался отбить село Тавье силами 14 эскадронов драгун в пешем строю. Поскольку местность там была благоприятна для действий кавалерии, войска союзников в конном строю практически уничтожили эти эскадроны, овладели сначала селом Тавье, а затем возвышенностью Отомон, господствовавшей над местностью. Около пяти часов дня все французское правое крыло, лишенное достаточной поддержки пехоты, распалось и начало бегство на северо-запад. 
Черчилль воспользовался моментом. Батальоны, не участвовавшие в бою, двинулись на юг, оставив свои штандарты, чтобы сбить с толку французов и заставить их поверить, что эта пехота все еще находится лицом к их левому флангу, что привело к численному превосходству перед Рамильи. После концентрированного артиллерийского огня, сокрушившего оборону противника, произошёл штурм, и Рамильи перешёл в руки союзников. Попытки франко-баварской армии выстроить новую линию обороны не увенчались успехом, и она начала общее отступление. Вскоре по левому флангу франко-баварцев нанесли удар войска союзников, которым удалось овладеть селом Отр-Эглиз. Отступление превратилось в бегство, в ходе преследования союзники захватили 80 знамён, 54 орудия и почти весь обоз. Небольшим частям французской армии удалось относительно организованно отступить к Жодуану и Вавру.

## Результаты
Таким образом возле Рамильи 23 мая герцог Мальборо нанёс сокрушительное поражение французским войскам под командованием одного из самых бездарных французских маршалов, заслужившего свой чин лишь благодаря дружбе с королём и уже показавшего свою некомпетентность в Италии в сражениях против принца Евгения Савойского. Людовик XIV, не разобравшись в ситуации на фронте, отправил на место событий своего министра Шамильяра. Вильруа, уповая на дружеское расположение короля, подать в отставку отказался. Вместо того, чтобы наказать маршала, Людовик XIV обошёлся с ним милостиво, несмотря на явную некомпетентность последнего.
В результате поражения французы были вынуждены уйти из Испанских Нидерландов, оставив города Лёвен (25 мая), Брюссель (28 мая), Антверпен (6 июня), Брюгге и Гент. Сопротивлялись только Люксембург, Монс (до 20 октября 1709 г.) и Намюр. Также в результате поражения Людовик XIV был вынужден отвести силы с других фронтов, чтобы восстановить свою Фландрскую армию, что очень помогло Евгению Савойскому в его усилиях по снятию осады Турина.